# Capranica Prenestina
Capranica Prenestina é uma comuna italiana da região do Lácio, província de Roma, com cerca de 334 habitantes. Estende-se por uma área de 20 km², tendo uma densidade populacional de 17 hab/km². Faz fronteira com Casape, Castel San Pietro Romano, Ciciliano, Genazzano, Pisoniano, Poli, Rocca di Cave, San Gregorio da Sassola, San Vito Romano.

## Demografia
| Variação demográfica do município entre 1861 e 2011                               |
|                                                                                   |
| Fonte: Istituto Nazionale di Statistica (ISTAT) - Elaboração gráfica da Wikipedia |